# أقحوان زاحف
أقحوان زاحف أو مارجريت صغير (Leucanthemum paludosum) ، المعروف سابقًا بـ Chrysanthemum paludosum و Mauranthemum paludosum ، هو نبات معمر من العائلة النجمية.

## وصف
وصِف للمرة الأولى في عام 1896. ارتفاع النبات حوالي 15 سم إلى 25 سم. وهو قزم، ونبات زينة. نورات الزهرة عبارة عن رؤوس زهور صغيرة ذات لسين أبيض مصطف حول المركز الأصفر. أوراقها الخضراء خشنة وجلدية ورمادية اللون بعض الشيء بطول 125 مم أو أقصر. 

## النطاق
الموطن الأصلي للنبات في الجزائر. ويوجد على نطاق واسع على طول ساحل البحر الأبيض المتوسط .

## الزراعة
يتحمل العديد من أنواع التربة ويتطلب شمسًا كاملة، ويُزرع في أماكن أخرى كالحدائق الصخرية.

## وصلات خارجية
- باللغة الإنجليزية Leucanthemum paludosum
- باللغة الفرنسية Leucanthemum paludosum (Poir.) Pomel